# Rory Kinnear
Rory Kinnear, född 17 februari 1978 i London, Storbritannien, är en brittisk skådespelare.

## Biografi
Rory är son till skådespelaren Roy Kinnear.
Kinnear är känd för sin medverkan i teaterpjäser i Royal Shakespeare Company och Royal National Theatre. I filmvärlden är han känd för sin roll som Bill Tanner i James Bond-filmerna Quantum of Solace, Skyfall, Spectre och No Time to Die. Även i en del TV-spel som GoldenEye 007, James Bond: Blood Stone och 007 Legends.

## Filmografi
- The Curse of Steptoe (2008)
- The Long Walk to Finchley (2008)
- Quantum of Solace (2008)
- The First Men in the Moon (2010)
- Lennon Naked (2010, TV-serie)
- Vexed (2010, TV-serie)
- Women in Love (2011, TV-serie)
- Black Mirror (2011, TV-serie)
- The Hollow Crown (2012, TV-serie)
- Broken (2012)
- Skyfall (2012)
- Southcliffe (2013, TV-serie)
- Lucan (2013, TV-serie)
- Cuban Fury (2014)
- The Imitation Game (2014)
- Penny Dreadful (2014-2016, TV-serie)
- Man Up (2015)
- Spectre (2015)
- Trespass Against Us (2016)
- iBoy (2017)
- Guerrilla (2017, TV-serie)
- Quacks (2017, TV-serie)
- Peterloo (2018)
- Brexit: The Uncivil War (2019)
- Years and Years (2019, TV-serie)
- Penny Dreadful: City of Angels (2020, TV-serie)
- No Time to Die (2021)
- Men (2022)
- Our Flag Means Death (2022, TV-serie)
- 2023 – The Diplomat (TV-serie)
- 2025 – Toxic Town (TV-serie)

### Teaterroller
- The Seagull (2002) - Konstantin
- Stormen (2002) - Caliban
- The Taming of the Shrew (2003, RSC) - Tranio
- The Tamer Tamed (2003)
- Cymbeline (2003) - 1st Lord
- Festen (2004) - Michael
- Hamlet (2004, Old Vic) - Laertes
- Mary Stuart (2005) - Mortimer
- Southwark Fair (2006) - Simon
- The Man of Mode (2007) - Sir Fopling Fluter
- Philistines (2007) - Pyotr
- The Revenger's Tragedy (2008) - Vindice
- Burnt by the Sun (2009) - Mitia
- Hamlet (2010, National Theatre) - Hamlet
- Othello (2013) - Iago